# 王力雄
王力雄（1953年5月2日—）出生于吉林省长春市，祖籍山东龙口，汉族，毕业于吉林工业大学，中国大陆作家、民族问题专家及民间环保人士。

## 經歷
王力雄生于吉林长春。母亲郑荃是长春电影制片厂的编剧。父亲王少林在文革前担任长春第一汽车厂副厂长，為江澤民的上級。王力雄受迫害時，母親曾寫信向江澤民求救，未獲回信 。
王力雄之父1968年被打成“走资派”和“苏修特务”，死于拘押期间，定为“畏罪自杀”。1969年王力雄随从“牛棚”释放的母亲下乡插队4年，开始写诗。1973年作为工农兵学员在吉林工业大学汽车专业学习，大学期间（1975年）产生“逐层递选制”的设想。毕业后分配到长春第一汽车厂工作，先在车间当工人，一年后成为车间技术员，开始写小说和电影剧本。
1978年，王力雄主动申请调动到中国第二汽车制造厂工作，从事计算机技术应用于企业管理，其间参与民主墙活动，并在油印刊物《今天》发表第一篇小说《永动机患者》。1980年以“借调”形式离开二汽，脱离中国官方体制。
此后王力雄写电影剧本，并在电影摄制组工作。1983年写作第一部长篇小说《天堂之门》。1984年，王力雄独自在青海藏区的黄河源头乘用汽车内胎扎捆的筏子漂流1200余公里，横贯黄河上游的藏族地区，从此开始对西藏的关注。1985年－1986年年写作纪实小说《漂流》，1987年出版。1988年加入中国作家协会。1988年开始写作政治寓言小说《黄祸》，署名为“保密”，1991年由明镜出版社出版。1991年－1994年写作《溶解权力——逐层递选制》，1998年出版。
1994年，与梁从诫、杨东平、梁晓燕等人成立了中国大陆第一个民间环保组织——自然之友，此后策划和亲自参与数个长期项目。
1995年－1998年，在十次深入西藏和各省藏区，在藏时间累计2年，走遍所有藏区的基础上，写作《天葬：西藏的命运》。此后王力雄四次与第十四世达赖喇嘛见面交流。1999年1月起，王力雄在新疆收集资料，准备写新疆民族问题的著作。1月29日，被中国国安部以涉嫌泄漏国家机密为由逮捕，关押42天后释放。王力雄以此经历写成《新疆追记》一文，在网上公开发表。1999年出版文集《自由人心路》。
2001年5月2日，公开发表声明退出中国作家协会，他在声明中发问：“究竟是中国的作家天生就是僵尸，还是中国的“作家协会”想把、并且正在把中国的作家变成僵尸？”
2002年4月，出版了《与达赖喇嘛对话》。2002年创办“递进民主”个人网站。2002年12月，发起对四川藏区阿安扎西活佛案的签名请愿活动，呼吁当局公正审理。2003年2月，因政府方面的命令，时任自然之友理事的王力雄被自然之友除名。2004年，由大块文化出版《递进民主：中国的第三条道路》。
2004年底，与藏族女作家唯色结婚。
2007年10月，经过历时九年的调查和思考，在大块文化出版新疆问题著作《我的西域，你的东土》。
2014年4月，原本受邀打算到香港中文大學出席研討會，但臨時因為被阻止赴港而取消。
2019年12月23日，在YouTube創建禁書朗讀頻道「絕地今書」。
2020年2月16日，王力雄開始以每天發布一期讀書視頻的方式，出版政治寓言小說《轉世》，共112期；2020年6月8日全書讀完。
2022年上海封城期間王力雄居住於上海。

## 主要著作
- 《黄祸》，1991年，政治寓言小说。该书描绘中国陷于政治、经济、文化、人口与生态的重大危机，终于导致整个社会的总崩溃，难民大批冲出国境，危及世界和人类的存在。这部小说引起海外媒体追踪报道，王力雄也由此获誉“中国最敢言的作家”。该书后来入选亚洲周刊二十世纪中文小说一百强，列第41位，至今仍在港台及海外畅销。
- 《天葬：西藏的命运》，1998年，西藏问题专著，ISBN 9781896745541。王力雄在书中以大量的亲身经历和实地所见来陈述他的论证，涉及到了西藏问题的历史、现状与各个方面。这部著作在汉人中影響很大。海外媒体曾组织研讨会专门予以讨论。2009年推出增訂版，ISBN 9789862131077。
- 《我的西域，你的東土》，2007年，新疆問題專著，《天葬：西藏的命运》的姊妹篇。整理收入了99年曾发表于互联网的《新疆追记》一文，另有王此后四次重返新疆的见闻，对新疆当地维族人士的访谈，以及如何解决新疆问题的思考。书中有大量的实拍维族图片和民俗情况记述，都是首次公开。ISBN 9789862130117
- 《大典》，2018年。
- 《递进民主——中国的第三条道路》，2004年，政治制度设计专著。参考了主流学术界的行文方式，重新诠释了「逐层递选制」，并对中国当前的经济、生态、社会、政治危机进行了深入剖析。ISBN 9789867291837
- 《自由人心路》，1999年，以生态环境保护为主的思想随笔。书后附录小册子《溶解权力》，政治制度设计专著。这部书讨论的是选举方式，并提出了一个全新的概念－「逐层递选制」，就是希望以此方法使中国大陆的体制安全转型。ISBN 9787106015732
- 《与达赖喇嘛对话》，2002年，对话录。ISBN 9780972005906
- 2007年7月，与妻子唯色合著的英文文集《Unlocking Tibet》在瑞士出版。书中收录他数年来研究西藏问题的多篇文章。
- 散篇：《911启示录》，《末法时代——藏传佛教的功能及其被毁坏》，《达赖喇嘛是西藏问题的钥匙》，《有关达赖喇嘛的一个幻想小说提纲》，《新疆追记》，《民族主义与宗教》 ，《西藏面对的两种帝国主义——透视唯色事件》，《毛泽东主义与人间天堂》，《底层毛泽东与“经济文革”》，《中国从文革得到什么》，《以超越者联盟突破精英联盟》等。

## 荣誉
- 2002年6月，北京当代汉语研究所授予王力雄2002年“当代汉语贡献奖”。
- 2002年6月29日，王力雄在纽约接受独立中文作家笔会授予的第一届写作自由奖。
- 2003年7月，与廖亦武、刘宾雁同获美国人權觀察頒發的赫爾曼-哈米特獎。
- 2007年2月24日，新西兰汉学会授予王力雄荣誉会员称号。
- 2009年10月，达赖喇嘛在华盛顿DC授予真理之光奖。[4]

## 著作評價
王力雄對西藏的看法被藏族歷史學家次仁夏加教授批評。次仁夏加認為王力雄文章表現的是中國知識分子對西藏的殖民者心態：一方面是理智的傲慢，另一方面是對當地人心智的輕蔑。他筆下的西藏人始終在被魔鬼統治，永遠在恐懼、在對惡神的敬畏中生活。